# موچاره (شهرستان بیشچاد)
موچاره (به لاتین: Moczary) یک روستا در لهستان است که در گمینا اوستژکی دولنه واقع شده‌است. موچاره ۳۰۰ نفر جمعیت دارد.